# 暴鳶
暴 鳶（ぼう えん、生没年不詳）は、中国戦国時代の韓に仕えた将軍。

## 経歴
紀元前301年、斉・魏・韓・秦の4カ国が連衡して、楚に攻め込み垂沙（現在の河南省南陽市唐河県）の戦いが勃発した。この時、楚の指揮官を務めたのは唐眜だった。
斉は匡章、魏は公孫喜、秦は庶長の奐を派遣し、韓は暴鳶を将として派遣した。秦軍を除く三国連衡軍は半年の対陣ののち楚軍を撃破し、唐眜を討ち取り楚兵数千の首を取り、連衡軍は勝ちに乗じて楚の垂丘（現在の河南省焦作市沁陽市の北）、宛（現在の河南省南陽市宛城区）および葉（現在の河南省平頂山市葉県）を攻め、楚は宛と葉の北にある土地は、韓と魏の両国により奪われた。
紀元前275年、秦の魏冄が魏に侵攻した。暴鳶は韓軍を率いて魏の救援に向かったが秦軍に敗れ、韓は4万の兵の首を取られた。暴鳶は敗走し魏の国都大梁へと逃れた。